# Puuk (Kuta Baro)
Puuk is een bestuurslaag in het regentschap Aceh Besar van de provincie Atjeh, Indonesië. Puuk telt 434 inwoners (volkstelling 2010).